# Carolina Marín
Carolina María Marín Martín (Huelva, 15 de junho de 1993) é uma jogadora de badminton espanhola e campeã olímpica.

## Carreira
Carolina Marín representou seu país nos Jogos Olímpicos de Verão de 2012 e 2016 conquistando a medalha de ouro, no individual feminino na Rio 2016.